# Grand Prix de Fourmies 2000
Il Grand Prix de Fourmies 2000, sessantottesima edizione della corsa e valida come evento del circuito 'UCI, si svolse il 10 settembre 2000, per un percorso totale di 210 km. Fu vinto dallo sloveno Andrej Hauptman che giunse al traguardo con il tempo di 4h46'05" alla media di 44,043 km/h.
Partenza con 176 ciclisti, dei quali 76 portarono a termine il percorso.

## Ordine d'arrivo (Top 10)
| Pos. | Corridore          | Squadra         | Tempo    |
| ---- | ------------------ | --------------- | -------- |
| 1    | Andrej Hauptman    | Vini Caldirola  | 4h46'05" |
| 2    | Andrea Ferrigato   | Fassa Bortolo   | s.t.     |
| 3    | Bo Hamburger       | Memory Card     | s.t.     |
| 4    | Fred Rodriguez     | Mapei           | a 14"    |
| 5    | Gilles Maignan     | AG2R Prév.      | s.t.     |
| 6    | Nico Mattan        | Cofidis         | s.t.     |
| 7    | Paolo Bettini      | Mapei           | s.t.     |
| 8    | Markus Zberg       | Rabobank        | a 2'52"  |
| 9    | Christopher Jenner | Crédit Agricole | s.t.     |
| 10   | Massimiliano Mori  | Saeco           | s.t.     |